# Ábrahámhegy
Ábrahámhegy è un comune dell'Ungheria di 501 abitanti (dati 2001). È situato nella contea di Veszprém.